# Jona che visse nella balena
 Jona che visse nella balena è un film del 1993 diretto da Roberto Faenza.
Il soggetto è tratto dal romanzo autobiografico dello scrittore Jona Oberski, intitolato Anni d'infanzia. Un bambino nei lager e incentrato sul dramma dell'Olocausto.

## Trama
Jona è un bambino ebreo di quattro anni che vive ad Amsterdam prima dello scoppio della Seconda Guerra Mondiale. Nel 1940, dopo l'occupazione della città da parte dei tedeschi, Jona viene deportato insieme ai genitori ebrei dapprima nel Campo di concentramento di Westerbork e quindi in quello di Bergen-Belsen, dove trascorrerà l'intero periodo della guerra. A Bergen-Belsen vive in una baracca con la madre, mentre il padre è assegnato ad un altro settore del campo.
Il bambino subisce freddo, fame, paure, sofferenze, angherie anche da parte degli altri ragazzi. Sono rarissimi i casi in cui viene trattato con garbo: solo il cuoco, che poco dopo morirà, e il medico dell'ambulatorio sono gentili con lui. Il destino dei genitori di Jona è tragico: il padre muore per stenti e denutrizione. Negli ultimi giorni di guerra, Jona e la madre vengono evacuati dal campo a bordo di un treno che vagherà per giorni nel territorio tedesco prima di essere liberato dalla truppe sovietiche. La madre non si riprende dalle sofferenze subite; impazzisce per la morte del marito e muore in un ospedale, nei giorni seguenti alla liberazione. Jona fa  ritorno ad Amsterdam dove viene adottato da una famiglia di amici della famiglia. Alla fine del film si scopre che Jona è ancora vivo e fa lo scienziato.

## Riconoscimenti
- 1993  - David di Donatello
  - Miglior regia a Roberto Faenza
  - Migliore colonna sonora a Ennio Morricone
  - Migliori costumi a Elisabetta Beraldo
  - Candidatura a Miglior film
  - Candidatura a Miglior produttore a Elda Ferri
  - Candidatura a Migliore sceneggiatura a Roberto Faenza e Filippo Ottoni
  - Candidatura a Miglior montaggio a Nino Baragli
- 1993 - Globo d'oro
  - Candidatura a Miglior film a Roberto Faenza
  - Candidatura a Migliore musica a Ennio Morricone
- Efebo d'oro 1993
- 1994 - Ciak d'oro
  - Miglior montaggio a Nino Baragli[1]
  - Candidatura a Migliore sceneggiatura a Roberto Faenza e Filippo Ottoni
  - Candidatura a Migliori costumi a Elisabetta Beraldo
- 1994 - Nastro d'argento
  - Candidatura a Regista del miglior film a Roberto Faenza
  - Candidatura a Migliore sceneggiatura a Roberto Faenza
  - Candidatura a Miglior produttore a Elda Ferri
  - Candidatura a Migliore colonna sonora a Ennio Morricone
- Premio UNICEF